# José Vicente Arzo
José Vicente Arzo Diago (Vall de Uxó, 25 de julio de 1963) es un deportista español que compitió en ciclismo adaptado en la modalidad de ruta. Ganó una medalla de plata en los Juegos Paralímpicos de Pekín 2008 en la prueba de contrarreloj (clase HC C).

## Palmarés internacional
| Juegos Paralímpicos | Juegos Paralímpicos | Juegos Paralímpicos | Juegos Paralímpicos |
| Año                 | Lugar               | Medalla             | Prueba              |
| ------------------- | ------------------- | ------------------- | ------------------- |
| 2008                | Pekín (China)       | Medalla de plata    | Contrarreloj HC C   |